# Alecanopsis dixoni
Alecanopsis dixoni är en insektsart som först beskrevs av Walter Wilson Froggatt 1925.  Alecanopsis dixoni ingår i släktet Alecanopsis och familjen skålsköldlöss. Inga underarter finns listade i Catalogue of Life.